# Torrino di Santa Rosa
Il torrino di Santa Rosa è una torre nei pressi di Porta San Frediano a Firenze; contiene un tabernacolo dedicato alla stessa santa, detto anche la Madonna del Cantone.

## Storia e descrizione
La torre fu edificata durante i lavori per la realizzazione dell'ultima cerchia delle mura cittadine (1282-1333).
La torre è posta alla fine delle mura trecentesche di San Frediano vicino al fiume Arno, all'angolo del sistema di fortificazione, ed era detta anche Torre della Guardia, in riferimento alla sua funzione, o Torre della Sardigna, cioè dell'immondizia, perché proprio in questa zona, fuori dalle mura veniva abbandonata la spazzatura e le carogne di animali morti.
In un'edicola del 1856 è conservato un affresco con la Pietà coi santi Giovanni Evangelista e Maria Maddalena attribuita a Ridolfo del Ghirlandaio (inizio del XVI secolo), unico dipinto rimasto sotto il porticato del vicino oratorio di Santa Rosa da Viterbo, annesso ad un antico convento detto "di San Guglielmo", entrambi demoliti nel 1743.
Nell'oratorio i membri della Compagnia di Santa Rosa si raccoglievano intorno alla sacra immagine, cui venivano attribuiti poteri miracolosi. Staccato nel 1957, l'affresco rappresenta una dolente Madonna seduta che sostiene il corpo di Cristo deposto dalla croce con a fianco San Giovanni e Santa Maria Maddalena.